# Єфимовка (Казахстан)
Єфи́мовка (каз. Ефимов) — село у складі району імені Габіта Мусрепова Північноказахстанської області Казахстану. Входить до складу Ніжинського сільського округу, раніше входило до складу ліквідованої Піскинської сільської ради.
Населення — 383 особи (2021; 405 у 2009, 464 у 1999, 524 у 1989).
Національний склад станом на 1989 рік:
- росіяни — 33 %
- українці — 27 %.